# Peugeot Flux
Pour les articles homonymes, voir Flux.
La Peugeot Flux est un prototype concept car de voiture électrique à pile à combustible, du constructeur automobile Peugeot, présenté en 2007 au Salon international de l'automobile de Genève.

## Histoire
Ce prototype de roadster / barquette créé par le jeune designer Mihai Panaitescu (âgé de 20 ans et benjamin des lauréats sur plus de 4 000 projets issus de 113 pays) a remporté le « 4e concours de design Peugeot 2007 », avec pour thème les six lettres « P.L.E.A.S.E. » (P laisir de conduite pur par sa L égèreté et son E fficacité tout en restant A ccessible par sa S implicité et E cologique dans son concept), avec pour président de jury Frédéric Saint-Geours, directeur général de Peugeot.

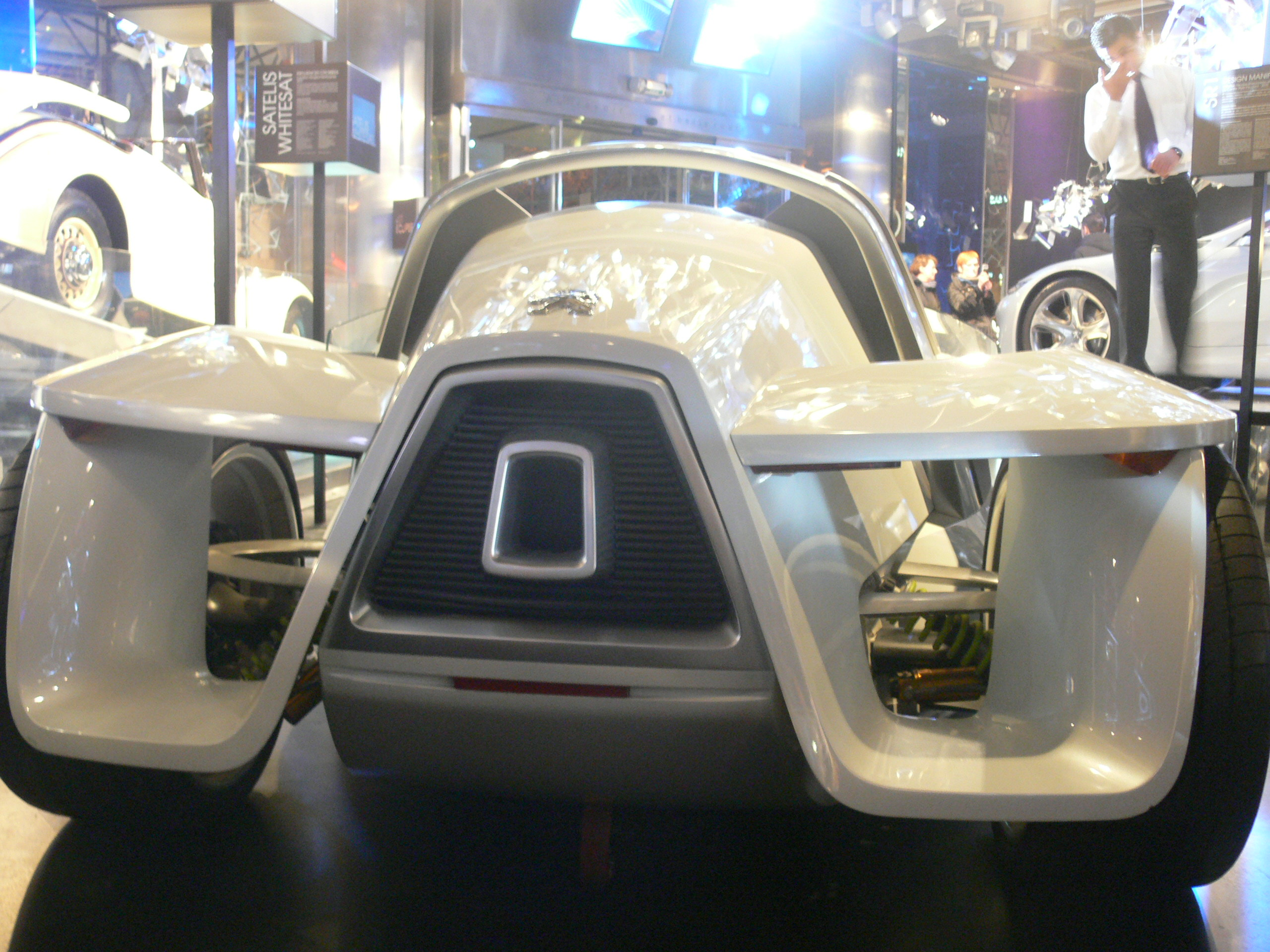
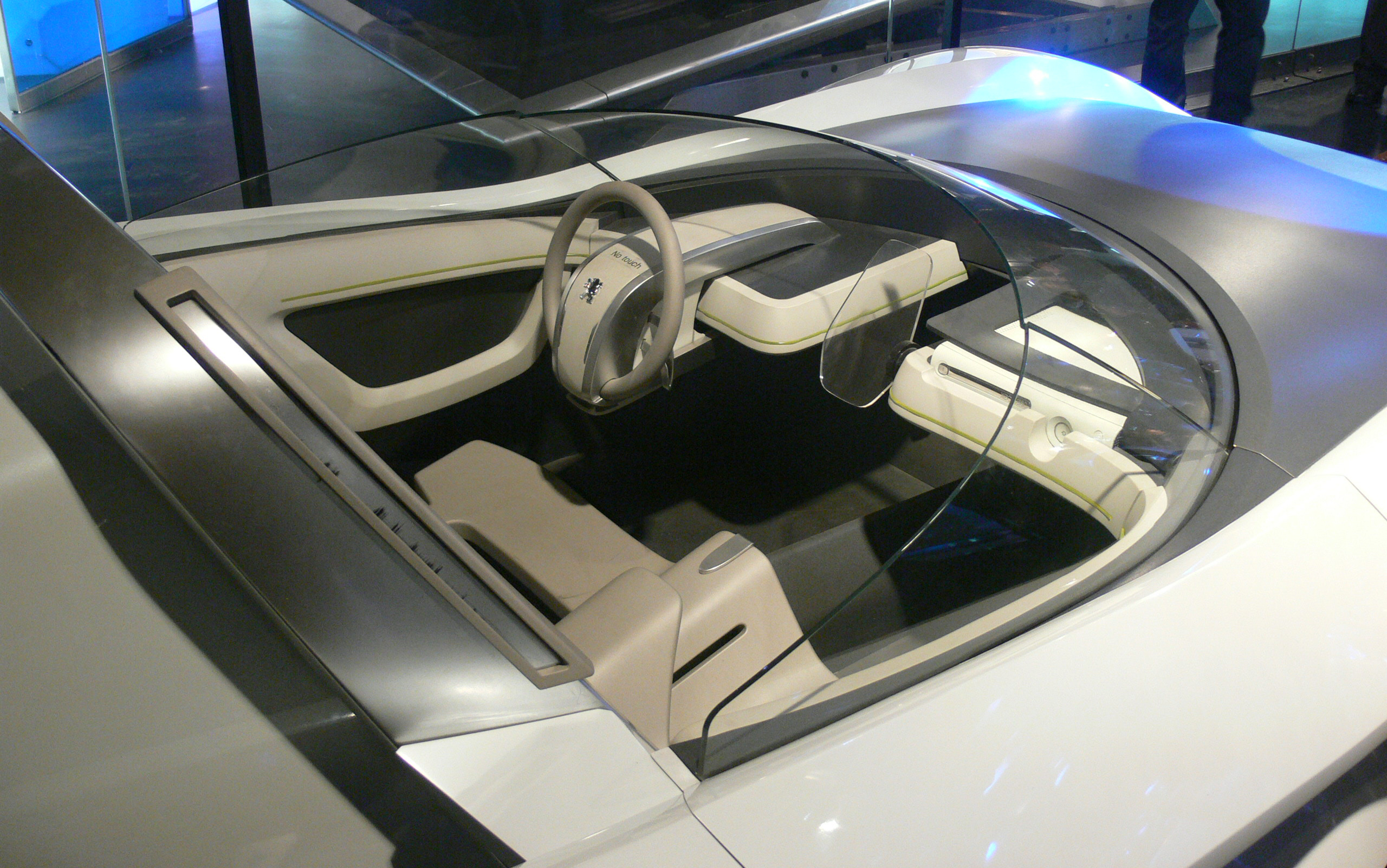

Son nom Flux est inspiré par le changement continu de la vie quotidienne, au travail ou en loisir... En 2007 les dessins de style sont présentés au Salon international de l'automobile de Genève, puis une maquette à l'échelle 1 est présentée au Salon de l'automobile de Francfort. Elle est également intégrée dans le jeu vidéo Project Gotham Racing 4, sur Xbox 360 de Microsoft.
Elle est motorisée par un moteur électrique à pile à combustible, silencieux et non polluant, qui ne rejette que de la vapeur d’eau. Les capots et panneaux latéraux sont en plastique, les sièges en polyuréthane, et les pièces détachées en aluminium. 

## Jeux vidéo
- 2007 : Project Gotham Racing 4, sur Xbox 360 de Microsoft